# Dio dei bastoni

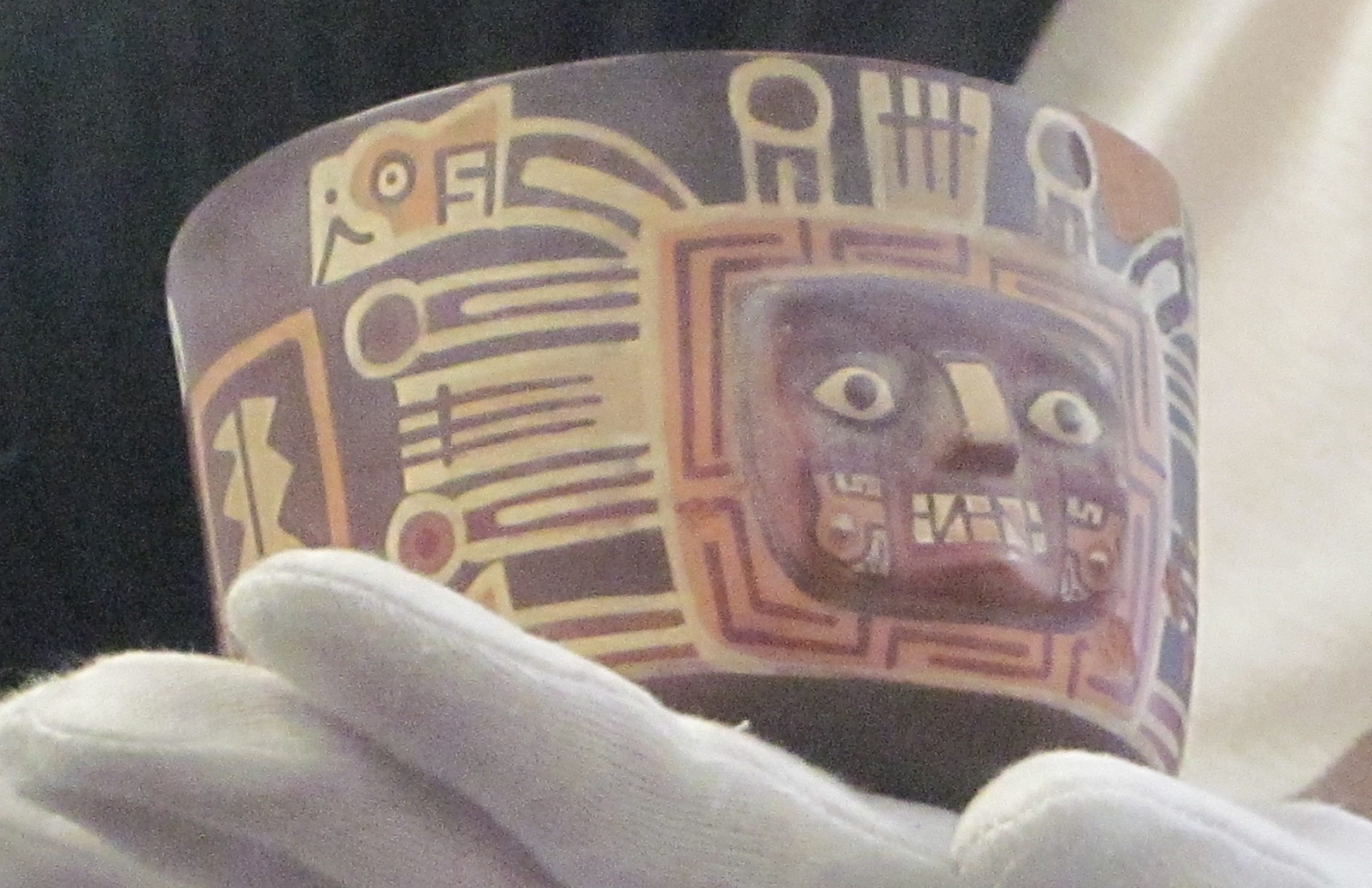
Bicchiere Huari raffigurante il Dio dei Bastoni conservato presso le raccolte extraeuropee del Castello Sforzesco di Milano.

Il dio dei bastoni era un'antica divinità venerata da diverse civiltà precolombiane

## Culto
ll suo culto è attestato già a partire dal 2250 a.C., come testimonia il frammento di un vaso ritrovato in un cimitero della valle del fiume Pativilca (nell'area dell'odierna provincia di Barranca, Perù). Nel corso del tempo, questa divinità è stata assimilata e rielaborata in molte delle culture andine risultando una tra le più importanti; sue raffigurazioni possono essere ritrovate sulla cosiddetta "stele Raimondi" rinvenuta a Chavín de Huantar, su diversi manufatti Huari, nonché sulla Porta del Sole di Tiwanaku. È possibile che il dio dei bastoni sia correlato alle divinità inca Viracocha e Illapa, e al dio moche Apalec.

## Caratteristiche

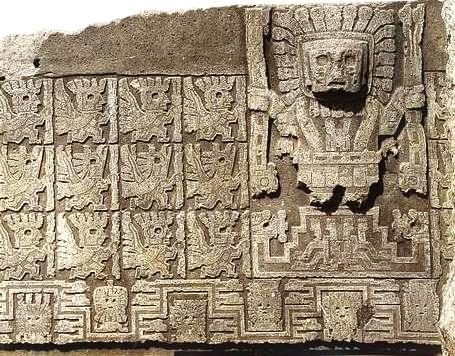
Il dio raffigurato sulla Porta del Sole

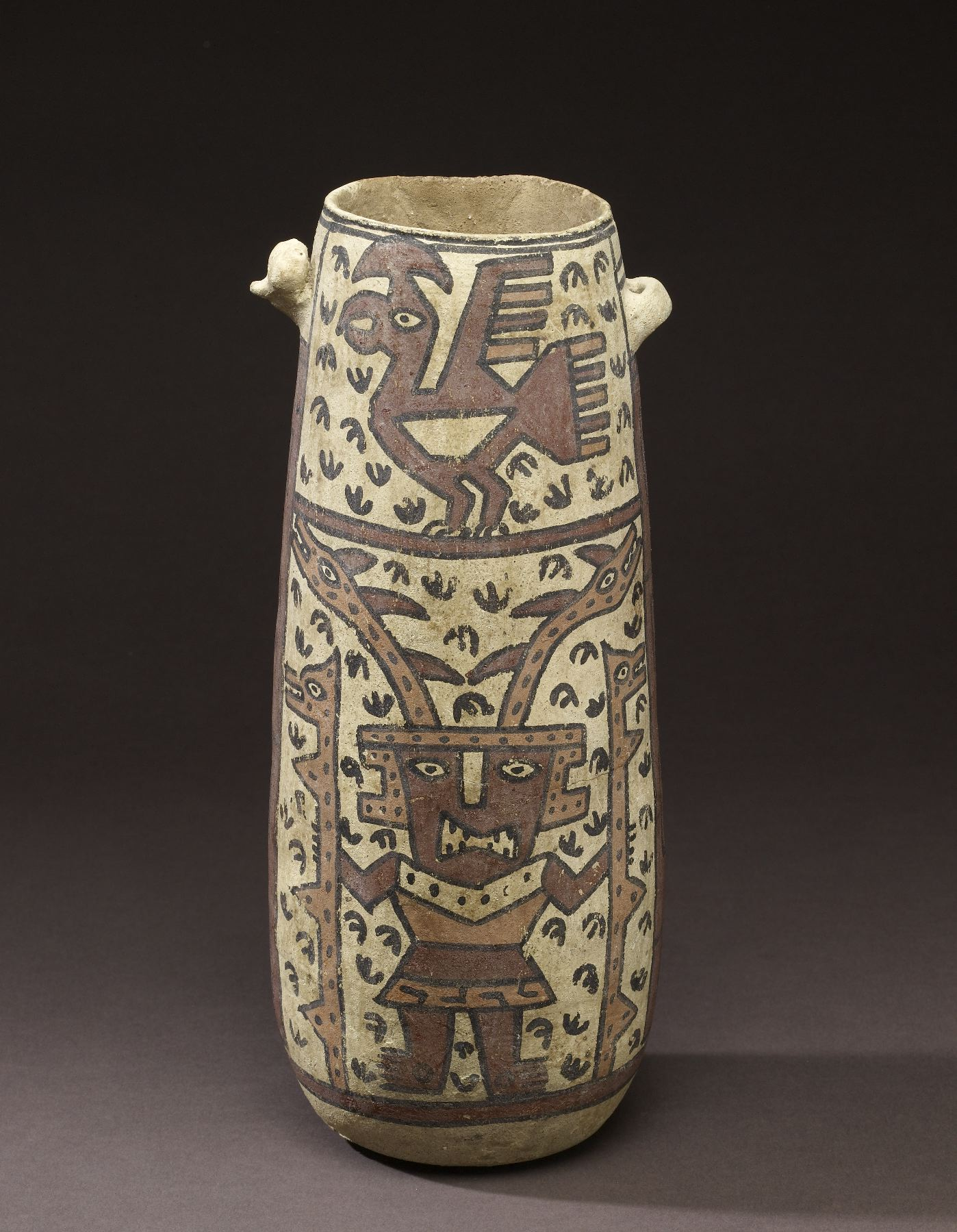
Il Dio dei Bastoni raffigurato su un vaso Chancay, conservato al Walters Art Museum

Le raffigurazioni di questa divinità sono per lo più frontali: i denti hanno la forma di zanne che ricordano la dentatura dei grossi felini e dagli occhi cadono delle grosse lacrime che, in alcuni casi, terminano con teste zoomorfe. Tiene in mano uno o due grossi bastoni e dalla sua testa partono dei raggi che rappresentano, probabilmente, penne di volatili alternate a serpenti; nella sua raffigurazione sulla Porta del Sole, il dio è di aspetto antropomorfo, indossa una maschera da cui si dipartono raggi e teste di animali, il torso è molto decorato e le gambe sono corte; in ciascuna mano tiene un bastone, la cui estremità inferiore ha la forma di una testa di condor. Sulla stele Raimondi, invece, ha mani e piedi da rapace, capelli e cintura serpentini, bocca da giaguaro e indossa un copricapo smisuratamente alto.